# ابن الكتاني

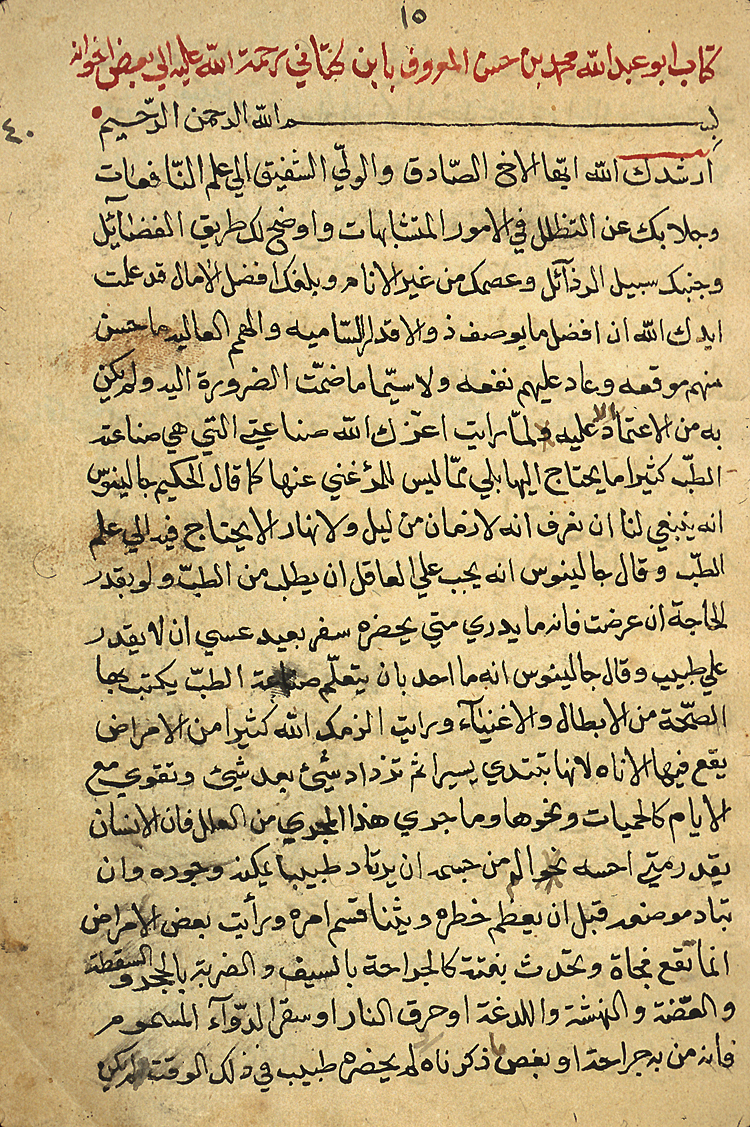
صفحة من مخطوطة «معالجة الأمراض الخطرة البادية على البدن من الخارج» في المكتبة الوطنية لعلم الطب.

أَبُو عَبْدِ اَللَّهْ مُحَمَّدْ بْنْ اَلْحَسَنْ بْنْ اَلْحُسَيْنْ اَلْمِذْحَجِي اَلْقُرْطُبِيَّ المعروف بِابْنِ اَلْكَتَّانِيّ (ت. نحو 420 هـ / نحو 1030 م) طبيب وشاعر وفيلسوف أندلسي من أهل قرطبة.
أخذ مهنة الطب عن عمه محمد بن الحسين، فكتب عددًا من الرسائل في الطب، كما كتب في الأدب عدة رسائل أشهرها «نُقط العروس». أخذ ابن الكتاني أيضًا علم المنطق عن جملة من العلماء منهم المجريطي، كما له دراية واسعة بعلوم الفلسفة والنجوم إلى جانب كونه شاعرًا وأديبًا.
خدم ابن الكتاني الحاجب المنصور وابنه المظفر، وانتقل زمن الفتنة إلى سرقسطة. عاش ابن الكتاني بضعًا وسبعين سنة، وكتب العديد من الكتب أشهرها «محمد وسعدى» و«كتاب التشبيهات من أشعار أهل الأندلس» و«معالجة الأمراض الخطرة البادية على البدن من الخارج» والأخير محفوظ منه نسخة في المكتبة الوطنية لعلم الطب في الولايات المتحدة الأمريكية. وقد أثنى عليه ابن وافد، فقال: «كان دقيق الذهن، ذكي الخاطر، جيد الفهم، حسن التوحيد والتسبيح، وكان ذا ثروة وغنى واسع». توفي ابن الكتاني نحو عام 420 هـ، وقد قارب الثمانين.